# Retablo de la Virgen del Pilar y Santiago (Catedral de Orense)
El retablo de la Virgen del Pilar y Santiago es una obra anónima realizada en 1785. Está ubicado en la Catedral de Orense (Galicia, España).

## Historia
En el paramento izquierdo del brazo norte del transepto de la catedral, donde se halla el retablo, existía un altar dedicado a Santiago desde finales del siglo xvi; en él celebraba la fiesta del santo la Cofradía de Santiago, integrada únicamente por nobles y personas distinguidas, lo que terminó por causar rivalidades con otros sectores de la población, hecho que llevaría a su pronta desaparición. La determinación de no permitir el ingreso más que a personas de alto rango provocó tal nivel de agitación que en una de las festividades uno de los cofrades principales mató a otro asestándole un golpe en la cabeza con un hacha de cera.: 148 
Anteriormente este espacio de la seo estuvo ocupado por la imagen del Santo Cristo, la cual sería trasladada a su actual emplazamiento el 8 de abril de 1573 a las nueve de la noche en una ceremonia a puerta cerrada, con el obispo Fernando Tricio de Aranzana y el cabildo catedralicio como únicos testigos del acontecimiento. Tras este cambio de ubicación se instaló el altar de Santiago, el cual se policromó en 1595, disponiéndose sobre el mismo una talla escuestre del santo donada por Álvaro de Oca.: 148–149  El retablo actual fue regalado en 1785 por el deán Antonio Francisco Salgado y Vergara, quien ya en 1778 obsequiara a la seo un  retablo con las imágenes de la Inmaculada Concepción y San Francisco de Paula, obra emplazada en la girola. Fallecido en 1791, Salgado dejó en su testamento a la fábrica, entre otras cosas, un cuadro de grandes dimensiones de San Jerónimo: 148–149  pintado por Diego Polo hacia 1650 (colgado en el muro izquierdo de la Capilla de la Resurrección),: 46  un lienzo de la Anunciación, otro de la Resurrección, y el escaparate de la Purísima Concepción que guardaba en su oratorio,: 149  imagen hoy conservada en la sacristía.: 70  De acuerdo con una noticia registrada en su repertorio por Juan Pérez de Noboa, antaño el retablo estuvo cercado por una reja de hierro cuyo perímetro comprendía también el sepulcro del obispo Vasco Pérez Mariño y dos de sus sobrinos, dignidades de la seo.: 148 

## Descripción
Realizado en madera cubierta de pan de oro y de estilo rococó, el retablo se compone de un cuerpo de una sola calle con altar, banco y ático. El banco o predela, ornamentado con notables basas cilíndricas a ambos lados y con sencillas pilastras en los extremos, exhibe grabada en la zona central una representación del sepulcro del apóstol acorde a las armas de Compostela. Respecto al cuerpo, este posee en el centro una hornacina avenerada de medio punto apoyada sobre pilastras decoradas con relieves de cuadrilóbulos y flanqueada por columnas abombadas con estrías en vertical las cuales se coronan con capiteles de orden compuesto. Destacan sobre el vano unos relieves en forma de S muy del gusto rococó sobre una cornisa de formas rectas y perfil escalonado que se quiebra en el centro, donde sobresale un voluminoso relieve de rocalla bajo otra cornisa de mayores dimensiones con arco de medio punto en la sección central. Este cornisamento sirve de base al ático, compuesto por una hornacina de medio punto de factura mucho más simple que la del cuerpo y flanqueada por pilastras mixtilíneas de las que parten arcos que dotan al ático de un perfil semicircular a la vez que crean una forma ligeramente similar a un cascarón por el hecho de poseer forma de nicho. Toda la estructura se enmarca con floritura de rocalla, destacando en la parte alta una gran concha de vieira en alusión a uno de los elementos más característicos e identificativos del apóstol. En cuanto a la imaginería, el retablo alberga dos tallas, ambas en madera policromada: una Virgen del Pilar anónima del siglo xvi y estilo manierista, y un Santiago peregrino de influencia compostelana, también anónimo, fechado en la misma época que el retablo y de excelente factura.: 54 

## Restauración
El retablo fue sometido entre mayo y junio de 2010 a un proceso de restauración propuesto por la Asociación de Amigos de la Catedral de Orense con el apoyo de la diputación, órgano que aportó la suma de 7273,20 euros, siendo la labor ejecutada por el Centro Técnico San Martín, de la Fundación Santa María Nai. El equipo, el cual realizó la intervención in situ, estuvo formado por Sandra Padrós, Andrea Flórez y Carmen Jiménez; según declaraciones de Padrós, la estructura se hallaba cubierta de hollín y grasa producto del humo de las velas así como de polvo, si bien la madera se encontraba en buenas condiciones y se conservaba el barniz original aunque oxidado en algunas áreas, indicativo de que la pieza nunca llegó a ser repintada (solo se repolicromó el altar), motivo por el que únicamente se procedió a efectuar una limpieza química. La restauración fue presentada oficialmente el 19 de enero de 2011 en un acto social oficiado en la seo en el cual José Luis Baltar, expresidente de la diputación, fue nombrado socio de honor de la asociación.

## Galería de imágenes

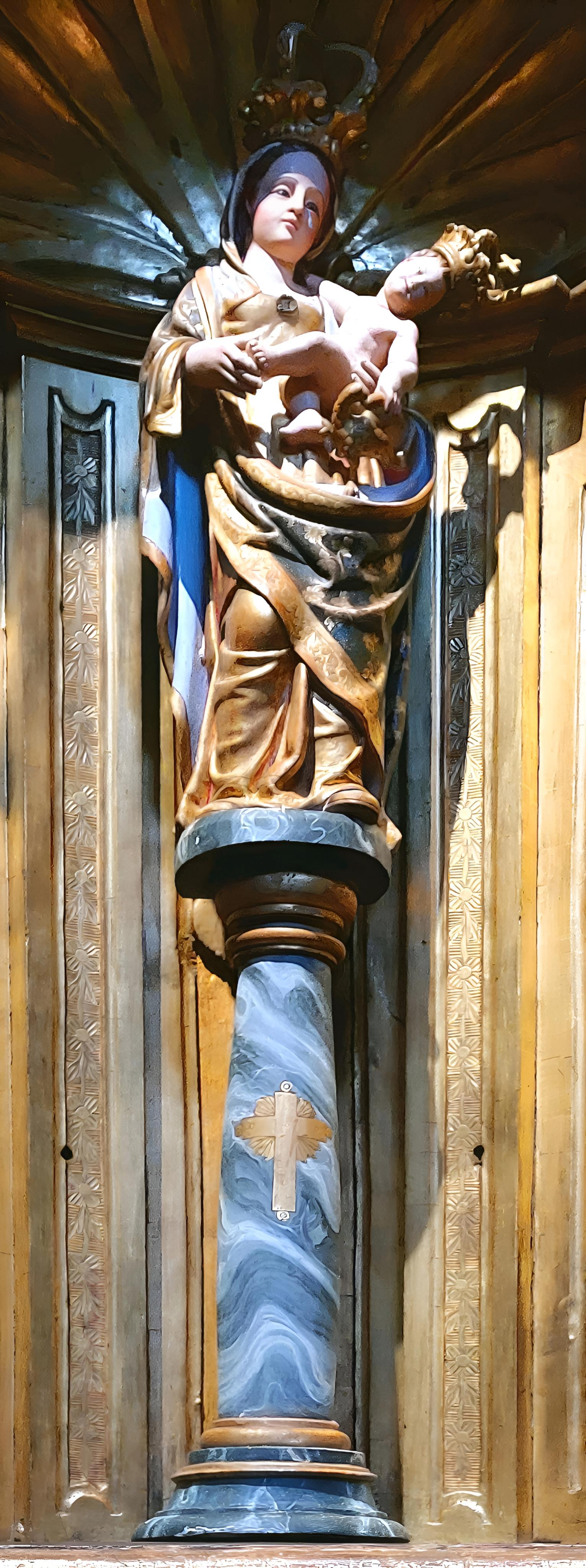
Talla de la Virgen del Pilar.
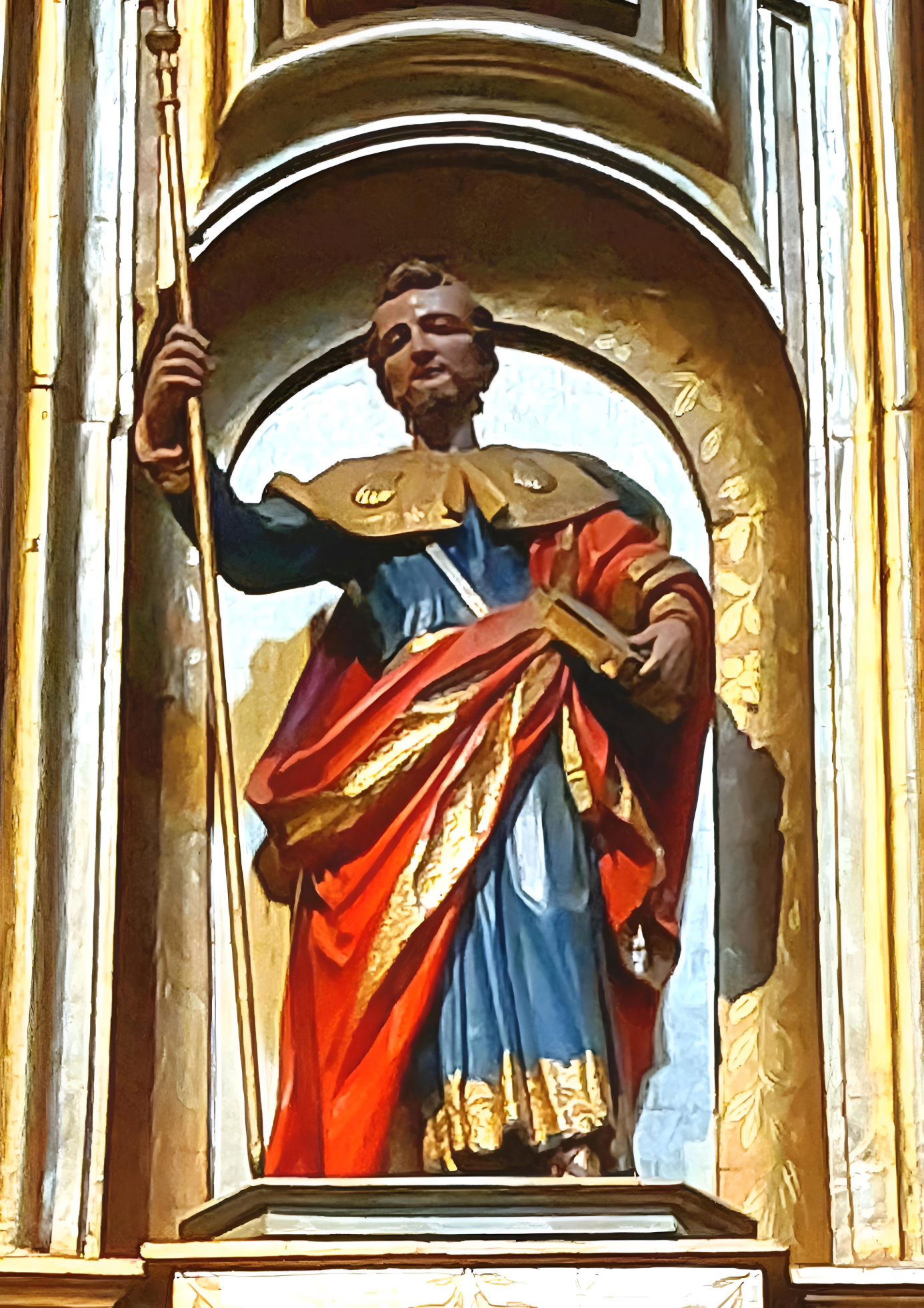
Talla de Santiago peregrino.
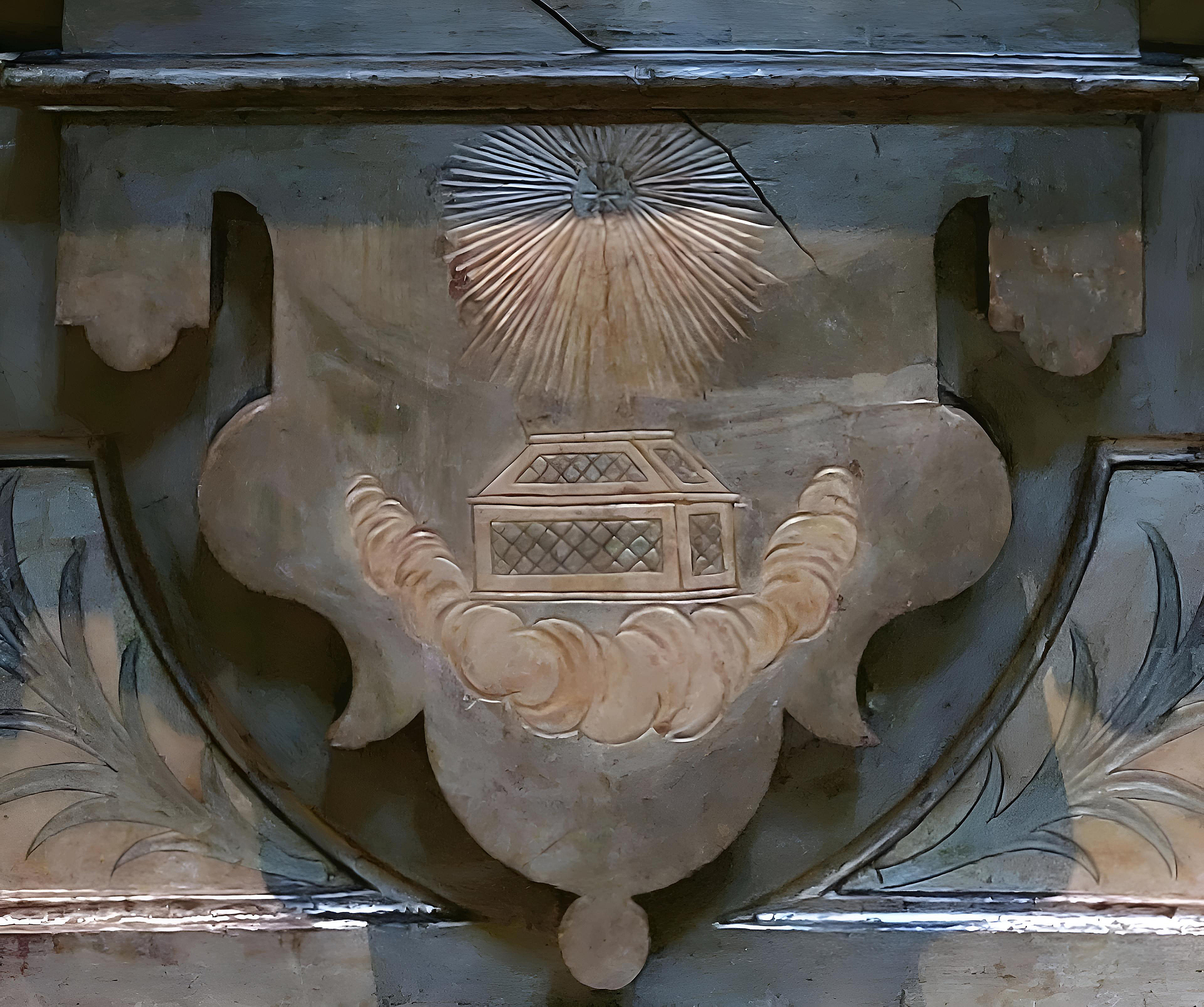
Grabado del sepulcro apostólico.